# Лицано ин Белведере
Лицано ин Белведере (итал. Lizzano in Belvedere) је насеље у Италији у округу Болоња, региону Емилија-Ромања.
Према процени из 2011. у насељу је живело 575 становника. Насеље се налази на надморској висини од 643 м.

## Становништво
| 1951. | 1961. | 1971. | 1981. | 1991. | 2001. | 2011. |
| ----- | ----- | ----- | ----- | ----- | ----- | ----- |
| 4.043 | 3.387 | 2.772 | 2.421 | 2.313 | 2.253 | 2.309 |